# النا سانچس
النا سانچس (اسپانیایی: Elena Sánchez‎؛ زادهٔ ۲۲ اکتبر ۱۹۹۴) بازیکن واترپلو زن اهل اسپانیا است.